# Patryk Kun
Patryk Kun (Giżycko, 20 aprile 1995) è un calciatore polacco, centrocampista del Legia Varsavia.

## Caratteristiche tecniche
È un esterno sinistro, capace di ricoprire tutta la fascia. Solitamente, nel 3-4-3 di Marek Papszun viene schierato come tornante di sinistra.

## Carriera

### Club
Ha giocato nella prima divisione polacca.

### Nazionale
Ha giocato nelle nazionali giovanili polacche Under-18 ed Under-20.

## Palmarès

### Club

#### Competizioni giovanili
- Coppa di Polonia: 3

Raków Częstochowa: 2020-2021, 2021-2022
Legia Varsavia: 2024-2025
- Supercoppa di Polonia: 2

Raków Częstochowa: 2021
Legia Varsavia: 2023